# إريك يورغنسن
إريك يورغنسن (بالدنماركية: Erik Jørgensen)‏ هو منافس ألعاب قوى دنماركي، ولد في 21 أبريل 1920 في Nyborg ‏ في الدنمارك، وتوفي في 9 يونيو 2005 في أودنسه في الدنمارك.

## وصلات خارجية
- إريك يورغنسن على موقع أوليمبيديا (الإنجليزية)